# Remi Andersen
Remi Andersen (* 16. Juli 1973) ist ein ehemaliger norwegischer Skilangläufer.

## Werdegang
Andersen, der für den Kjelsås IL und den Bækkelagets Sportsklub startete, hatte seinen ersten internationalen Erfolg bei den Nordischen Junioren-Skiweltmeisterschaften 1993 in Harrachov. Dort gewann er die Silbermedaille über 30 km Freistil und die Goldmedaille mit der Staffel. Zudem wurde er dort Vierter über 10 km klassisch. Im Dezember 1994 lief er in Ilomantsi sein erstes Rennen im Continental-Cup und belegte dort den 26. Platz über 10 km klassisch. Sein Debüt im Skilanglauf-Weltcup hatte er im Februar 1995 in Oslo, das er auf dem 57. Platz über 50 km klassisch beendete. Im März 1995 errang er im Continental-Cup in Kuusamo den zweiten Platz über 15 km Freistil und siegte in Piteå über 10 km klassisch erstmals im Continental-Cup. In der Saison 1995/96 holte er in Falun mit dem 16. Platz über 10 km Freistil seine ersten Weltcuppunkte und gewann über 30 km Freistil beim Continental-Cup in Ylivieska. Im Februar 1996 erreichte er im Sprint beim Weltcup in Reit im Winkl, für den es keine Weltcuppunkte gab, mit dem fünften Platz sein bestes Einzelergebnis im Weltcup. Im folgenden Monat triumphierte er beim Weltcup in Oslo mit der Staffel. Zu Beginn der Saison 1998/99 holte er in Lillehammer über 5 km Freistil seinen dritten Sieg im Continental-Cup. Im Februar 2002 errang er in Nové Město mit dem neunten Platz über 10 km Freistil seine zweite und letzte Top-Zehn-Platzierung im Weltcupeinzel. In der Saison 2004/05 kam er im Scandinavian-Cup viermal unter die ersten Zehn. Dabei siegte er in Veldre über 15 km Freistil und belegte zum Saisonende den dritten Platz in der Gesamtwertung des Scandinavian-Cups. Sein 43. und damit letztes Weltcupeinzelrennen absolvierte er im März 2006 in Oslo, welches er auf dem 36. Platz über 50 km Freistil beendete. Bei norwegischen Meisterschaften wurde er fünfmal Zweiter und dreimal Dritter.

## Erfolge

### Weltcupsiege im Team
| Nr. | Datum         | Ort  | Disziplin           |
| --- | ------------- | ---- | ------------------- |
| 1.  | 17. März 1996 | Oslo | 4 × 10 km Staffel 1 |

### Siege bei Continental-Cup-Rennen
| Nr. | Datum             | Ort         | Disziplin       | Serie            |
| --- | ----------------- | ----------- | --------------- | ---------------- |
| 1.  | 29. März 1995     | Piteå       | 10 km klassisch | Continental-Cup  |
| 2.  | 14. Januar 1996   | Ylivieska   | 30 km Freistil  | Continental-Cup  |
| 3.  | 13. Dezember 1998 | Lillehammer | 5 km Freistil   | Continental-Cup  |
| 4.  | 12. Dezember 2004 | Veldre      | 15 km Freistil  | Scandinavian-Cup |

## Platzierungen im Weltcup

### Weltcup-Statistik
Die Tabelle zeigt die erreichten Platzierungen im Einzelnen.
- 1.–3. Platz: Anzahl der Podiumsplatzierungen
- Top 10: Anzahl der Platzierungen unter den ersten zehn
- Punkteränge: Anzahl der Platzierungen innerhalb der Punkteränge
- Starts: Anzahl gelaufener Rennen in der jeweiligen Disziplin
- Hinweis: Bei den Distanzrennen erfolgt die Einordnung gemäß FIS.

| Platzierung         | Distanzrennen a | Distanzrennen a | Distanzrennen a | Distanzrennen a | Distanzrennen a | Skiathlon Verfolgung | Sprint | Etappen- rennen b | Gesamt | Team c | Team c  |
| Platzierung         | ≤ 5 km          | ≤ 10 km         | ≤ 15 km         | ≤ 30 km         | > 30 km         | Skiathlon Verfolgung | Sprint | Etappen- rennen b | Gesamt | Sprint | Staffel |
| ------------------- | --------------- | --------------- | --------------- | --------------- | --------------- | -------------------- | ------ | ----------------- | ------ | ------ | ------- |
| 1. Platz            |                 |                 |                 |                 |                 |                      |        |                   |        |        | 1       |
| 2. Platz            |                 |                 |                 |                 |                 |                      |        |                   |        |        |         |
| 3. Platz            |                 |                 |                 |                 |                 |                      |        |                   |        |        |         |
| Top 10              |                 | 1               |                 |                 |                 |                      | 1      |                   | 2      |        | 4       |
| Punkteränge         |                 | 3               | 4               |                 | 3               | 1                    | 1      |                   | 12     | 2      | 6       |
| Starts              |                 | 9               | 10              | 4               | 12              | 5                    | 3      |                   | 43     | 2      | 6       |
| Stand: Karriereende |                 |                 |                 |                 |                 |                      |        |                   |        |        |         |

### Weltcup-Gesamtplatzierungen
| Saison    | Gesamt | Gesamt | Distanz | Distanz | Langdistanz | Langdistanz | Sprint | Sprint |
| Saison    | Punkte | Platz  | Punkte  | Platz   | Punkte      | Platz       | Punkte | Platz  |
| --------- | ------ | ------ | ------- | ------- | ----------- | ----------- | ------ | ------ |
| 1995/96   | 15     | 59.    | -       | -       | -           | -           | -      | -      |
| 1996/97   | 1      | 101.   | -       | -       | -           | -           | 1      | 78.    |
| 1997/98   | -      | -      | -       | -       | -           | -           | -      | -      |
| 1998/99   | 22     | 59.    | -       | -       | 22          | 35.         | -      | -      |
| 1999/2000 | 11     | 101.   | -       | -       | 11          | 58.         | -      | -      |
| 2000/01   | -      | -      | -       | -       | -           | -           | -      | -      |
| 2001/02   | 58     | 64.    | -       | -       | -           | -           | -      | -      |
| 2004/05   | 61     | 65.    | 61      | 41.     | -           | -           | -      | -      |